# Мира-Бхаяндар
Мира-Бхаяндар (англ. Mira-Bhayandar, маратхи मीरा-भायंदर) — город на западе Индии, в штате Махараштра, расположенный на территории округа Тхане. Город является частью агломерации Большого Мумбаи.

## География
Город находится на западе Махараштры, в северной части острова Салсетт, в устье реки Улхас. Абсолютная высота — 2 метра над уровнем моря.
Мира-Бхаяндар расположен на расстоянии приблизительно 25 километров к северу от Мумбаи и является одним из наиболее крупных его пригородов. К юго-востоку от города расположен национальный парк Санджай Ганди.

## Демография
По данным последней официальной всеиндийской переписи 2001 года, население составляло 520 388 человек, из которых мужчины составляли 55,05 %, женщины — соответственно 44,95 % . Уровень грамотности населения составлял 77,8 % (при среднем по Индии показателе 59,5 %).
Динамика численности населения города по годам:
| 1991    | 2001    | 2012      |
| ------- | ------- | --------- |
| 175 605 | 520 388 | 1 397 423 |

## Транспорт
К востоку от города проходит автомагистраль NH 8 соединяющая Мумбаи со столицей страны. Ближайший аэропорт — Международный аэропорт имени Чатрапати Шиваджи (Мумбаи).